# Горский, Григорий Наумович
Григорий Наумович Горский (латыш. Grigorijs Gorskis, 13 апреля 1911, Николаев, Херсонская губерния — 31 октября 1987, Рига) — советский поэт и переводчик. Известен как автор русских слов песни А. Кублинского «Ноктюрн», одной из наиболее популярных из латвийской эстрады.

## Биография
Родился в рабочей семье.
Работал в издательстве «Молодая гвардия», а также в Комитете по радиовещанию.
Во время Великой Отечественной войны был военным корреспондентом. Член ВКП (б) с 1942 года.
С 1945 года жил и работал в Риге. Корреспондент ТАСС, редактор в издательстве «Лиесма».
Член Союза писателей с 1961 года, возглавлял Латвийский отдел Союза писателей СССР.
Похоронен на кладбище Райниса в Риге.

## Творчество
Перевёл с латышского языка на русский поэму Эйжена Вевериса «Сажайте розы в проклятую землю» (латыш. Iedēstiet rozes zemē nolādētā; 1969, русский перевод 1977) — о детском концлагере «Саласпилс».
В 1975 году издал сборник стихов «Земля — Татьянина планета»

## Награды
- Орден Красной Звезды
- Орден Отечественной войны II степени (1985)[6]
- Медаль «За победу над Германией в Великой Отечественной войне 1941—1945 гг.»